# أولاد يحيا (الثلث الوسطاني)
أولاد يحيا هو دُوَّار يقع بجماعة السفلات، إقليم الرشيدية، جهة درعة تافيلالت في المملكة المغربية. ينتمي الدوّار لمشيخة الثلث الوسطاني التي تضم 5 دواوير. يقدر عدد سكانه بـ 668 نسمة حسب الإحصاء الرسمي للسكان والسكنى لسنة 2004.

## روابط خارجية
- البوابة الوطنية للجماعات الترابية
- المندوبية السامية للتخطيط